# Justus Scheibert
Justus Scheibert (né le 16 mai 1831 à Stettin et mort le 4 juillet 1903 à Berlin-Lichterfelde) est un officier du génie prussien avec le grade de major et correspondant de guerre.

## Biographie
Justus Scheibert est le fils du directeur de l'école de Stettin Karl Gottfried Scheibert (de) et de sa femme Adelheid, fille du professeur du lycée de Stettin Justus Günther Graßmann (de). Scheibert est diplômé de l'école Frédéric-Guillaume de sa ville natale de Stettin et rejoint l'armée prussienne en 1849. Il commence au 2e détachement du génie à Stettin et étudie à l'école combinée d'artillerie et du génie à Charlottenbourg près de Berlin .
Dès 1859, Scheibert rend compte de nombreux théâtres de guerre pour le compte du gouvernement prussien. Ses reportages sur la guerre de Sécession, la révolte des Boxers et la guerre des Boers font de lui l'un des écrivains militaires les plus recherchés de son époque.
En tant qu'observateur prussien de la guerre civile américaine, Scheibert passe sept mois du côté confédéré à partir de 1863, notamment avec les généraux Robert Lee et Jeb Stuart aux batailles de Chancellorsville, Brandy Station et Gettysburg.
Scheibert a une préférence évidente pour le Sud, du côté duquel il rapporte. Il juge que les dirigeants militaires et politiques des États du Nord sont un gâchis bureaucratique. Dans son rapport, écrit immédiatement après la guerre, Scheibert compare l'inexpérience militaire du président Abraham Lincoln à l'expérience de guerre de Jefferson Davis et le nargue comme "pas à la hauteur de la tâche" pour transformer l'armée de l'Union d'une "foule armée" en une puissante force de combat. D'autre part, il compare le Sud aux anciens cavaliers anglais et à leurs anciennes traditions littéraires et culturelles.
Scheibert est également impliqué dans la guerre contre le Danemark en 1864 et dans la guerre contre la France en 1870/71. En 1872, il est promu major. À partir de 1876, il est ingénieur de terrain à Custrin. En 1877, il est renvoyé de l'armée prussienne.
Il est rédacteur en chef du journal d'Hirschberg Post aus dem Riesengebirge de 1880 à 1884 et du Kreuzzeitung de 1885 à 1902. Il est également rédacteur en chef du journal Heer und Flotte.
Entre autres choses, Scheibert reçoit l'ordre de l'Aigle rouge (1864) et la croix d'honneur de Lippe (1875).
Scheibert est marié et a cinq fils. Le général de brigade et écrivain militaire Horst Scheibert (1918-2010) est son petit-fils.

## Publications
- Im Feldlager der Konföderierten. 1863.
- Sieben Monate in den Rebellen-Staaten während des nordamerikanischen Krieges. Verlag Th. von der Nahmer, Stettin 1863. – Seven Months in the Rebel States During the North American War, 1863, translated from the German by Joseph C. Hayes, edited with an introduction by Wm. Stanely Hoole, The Confederate Publishing Company, Inc., [ohne Ort], 1958. Digitalisat
- Der Bürgerkrieg in den Nordamerikanischen Staaten. E.S. Mittler & Sohn, Berlin 1874.
- Justus Scheibert's US-Bürgerkrieg

Band 1: Konföderierte Profile.
Band 2: Schlachten und Gefechte.
Band 3: Strategie und Taktik.
- Der Krieg 1870–1871 zwischen Deutschland und Frankreich. Gustav Fock Verlag, Leipzig 1888.
- Die Grosse Reiterschlacht bei Brandy Station. mit Heros von Borcke, Verlag Paul Kittel, Berlin 1893. Digitalisat
- Der Segelsport. Verlag Grethlein, Leipzig.
- Illustriertes deutsches Militär-Lexikon. W. Pauli's Nachf. (H. Jerosch), Berlin 1897.
- Kaiser Wilhelm I. und Seine Zeit. Becker Verlag, Berlin 1898.
- Der Krieg in China 1900–1901. Band 1, Verlag A. Schröder, Berlin 1901.
- Der Krieg in China 1900–1901. Band 2, Verlag A. Schröder, Berlin 1902.
- Der Freiheitskampf der Buren und die Geschichte ihres Landes. Verlag A. Schröder, Berlin 1900.
- Mit Schwert und Feder. E.S. Mittler & Sohn, Berlin 1902.
- Die Kriege von 1864 und 1866: Unter Zugrundelegung der grossen Generalstabswerke. Vaterländischer Verlag, Berlin 1904.